# Powiat żuromiński

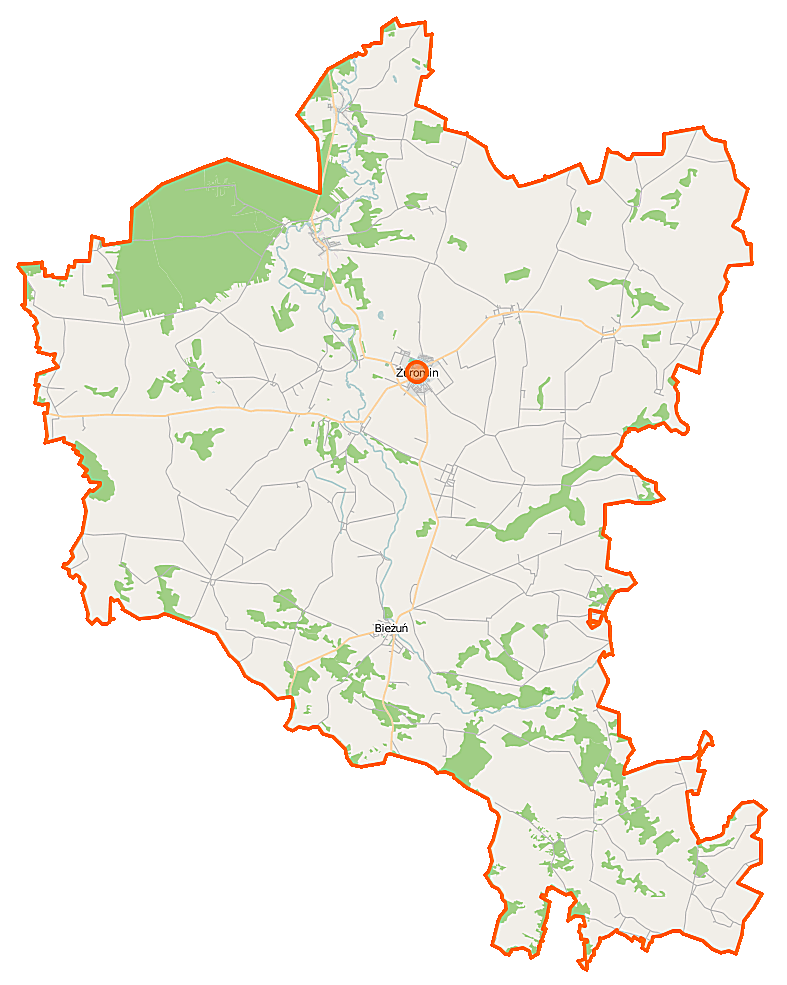
Mapa powiatu

Powiat żuromiński – powiat w Polsce (województwo mazowieckie), reaktywowany w 1999 roku w ramach reformy administracyjnej. Jego siedzibą jest miasto Żuromin.
Według danych z 31 grudnia 2019 roku powiat zamieszkiwało 38 515 osób. Natomiast według danych z 30 czerwca 2020 roku powiat zamieszkiwało 38 337 osób.

## Podział administracyjny
W skład powiatu wchodzą:
- gminy miejsko-wiejskie: Bieżuń, Lubowidz, Żuromin
- gminy wiejskie: Kuczbork-Osada, Lutocin, Siemiątkowo
- miasta: Bieżuń, Lubowidz, Żuromin

## Historia
Powiat żuromiński został powołany dnia 1 stycznia 1956 roku w województwie warszawskim, czyli 15 miesięcy po wprowadzeniu gromad w miejsce dotychczasowych gmin (29 września 1954) jako podstawowych jednostek administracyjnych PRL. Na powiat żuromiński złożyło się 1 miasto i 21 gromad, które wyłączono z trzech ościennych powiatów:
- z powiatu sierpeckiego (woj. warszawskie):
  - miasto Żuromin
  - gromady Bieżuń, Lutocin, Ługi, Olszewo, Poniatowo, Seroki i Sławęcin
- z powiatu mławskiego (woj. warszawskie):
  - gromady Chromakowo, Dłutowo, Gościszka, Krzywki-Bratki, Kuczbork Osada, Lubowidz, Raczyny, Sarnowo, Sinogóra, Zielona i Zieluń Osada
- z powiatu rypińskiego (woj. bydgoskie):
  - gromady Chrapoń, Jasiony i Mleczówka (zmiana przynależności wojewódzkiej gromad)

1 stycznia 1958 roku z powiatu żuromińskiego wyłączono gromadę Dłutowo i włączono ją do powiatu działdowskiego w województwie olsztyńskim.
Po zniesieniu gromad i reaktywacji gmin z dniem 1 stycznia 1973 roku powiat żuromiński podzielono na 1 miasto i 6 gmin:
- miasto Żuromin
- gminy Bieżuń, Kuczbork-Osada, Lubowidz, Lutocin, Syberia[7] i Żuromin

Po reformie administracyjnej obowiązującej od 1 czerwca 1975 roku terytorium zniesionego powiatu żuromińskiego włączono do nowo utworzonego województwa ciechanowskiego.
1 lipca 1976 roku zniesiono gminę Syberia. 1 stycznia 1992 roku miasto i gminę Żuromin połączono we wspólną gminę miejsko-wiejską Żuromin. 31 grudnia 1993 roku prawa miejskie odzyskał Bieżuń co sprawiło, że wiejską gminę Bieżuń przekształcono w gminę miejsko-wiejską Bieżuń.
Wraz z reformą administracyjną z 1999 roku w województwie mazowieckim przywrócono powiat żuromiński. W porównaniu z obszarem z początku 1975 roku powiat żuromiński został zwiększony o gminę Siemiątkowo Koziebrodzkie (dawniej w powiecie sierpeckim, a następnie także w województwie ciechanowskim). 1 stycznia 2004 roku gmina Siemiątkowo Koziebrodzkie zmieniła nazwę na gmina Siemiątkowo.
Porównując obszar dzisiejszego powiatu żuromińskiego z obszarem z 1954 roku można zauważyć, że niektóre tereny dawnego powiatu żuromińskiego znajdują się obecnie w powiecie mławskim (tereny wokół Ługów), a także w powiecie działdowskim w województwie warmińsko-mazurskim (tereny koło Starego Dłutowa).

## Demografia

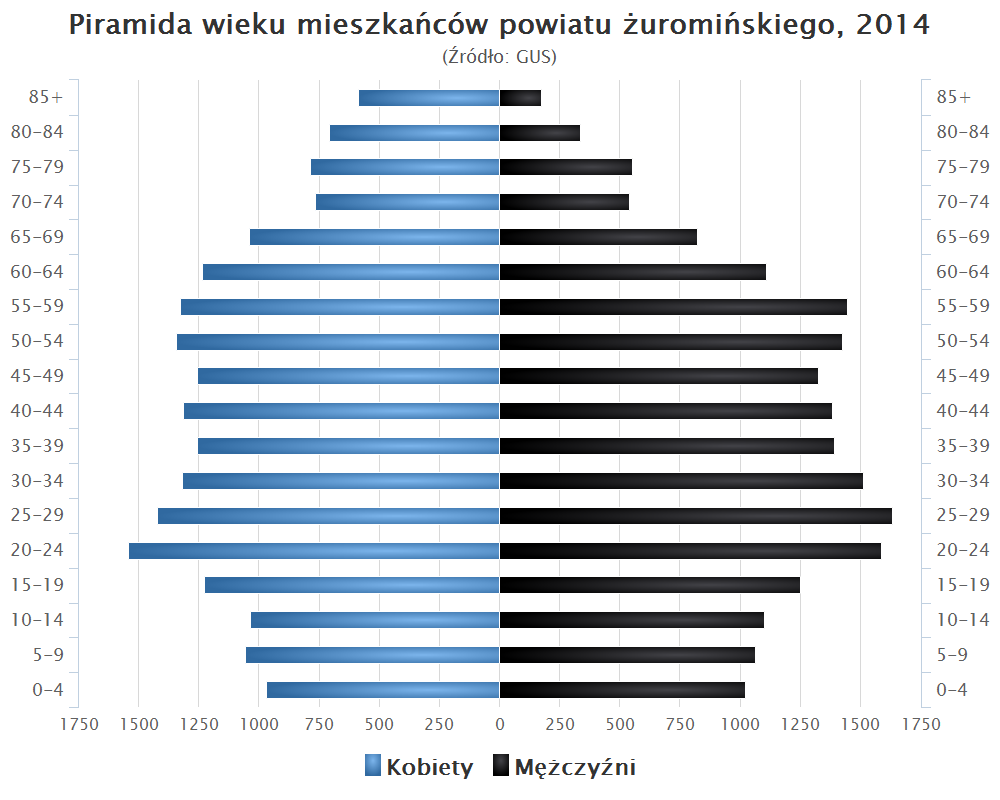
Piramida wieku mieszkańców powiatu żuromińskiego w 2014 roku

Liczba ludności (dane z 30 czerwca 2014):
|        | Ogółem | Ogółem | Kobiety | Kobiety | Mężczyźni | Mężczyźni |
| osób   | %      | osób   | %       | osób    | %         |           |
| ------ | ------ | ------ | ------- | ------- | --------- | --------- |
| Ogółem | 39 885 | 100    | 20 185  | 50,61   | 19 700    | 49,39     |
| Miasto | 10 898 | 27,32  | 5637    | 14,13   | 5261      | 13,19     |
| Wieś   | 28 987 | 72,68  | 14 548  | 36,47   | 14 439    | 36,20     |

▶Wieś vs ▶miasto
Ogółem (▶k, ▶m)
Miasto (▶k, ▶m)
Wieś (▶k, ▶m)

## Sąsiednie powiaty
- mazowieckie:  powiat mławski,  powiat płoński,  powiat sierpecki
- kujawsko-pomorskie:  powiat brodnicki,  powiat rypiński
- warmińsko-mazurskie:  powiat działdowski